# Avima olmosa
Avima olmosa is een hooiwagen uit de familie Agoristenidae.